# Hypodiscus procurrens
Hypodiscus procurrens är en gräsväxtart som beskrevs av Esterh. Hypodiscus procurrens ingår i släktet Hypodiscus och familjen Restionaceae. Inga underarter finns listade i Catalogue of Life.